# Ulpiana
Ulpiana, auch Ulpianum, ist eine römische Stadt auf dem Gebiet der ehemaligen Provinz Moesia superior (Obermösien). Flächenmäßig handelt es sich heute um das größte Bodendenkmal der Republik Kosovo. Innerhalb der Anlage können zeitlich wie auch räumlich zwei Siedlungsareale unterschieden werden. Das 36 ha messende, mittelkaiserzeitliche Stadtareal (Gradina)  sowie die mit 16,5 ha deutlich kleinere, spätrömisch-frühbyzantinische Anlage Iustiniana Secunda (Bedem) im Osten. Ulpiana war in römischer Zeit das verwaltungstechnische, wirtschaftliche und kulturelle Zentrum im Amselfeld. Verantwortlich für die Gründung sowie den Reichtum des Municipiums düften die reichen im Hinterland gelegenen (Edel-)Metallvorkommen gewesen sein.

## Lage
Die Doppelanlage von Ulpiana befindet sich auf dem Gebiet der heutigen Republik Kosovo, etwa acht km südlich der Hauptstadt Pristina in der Nähe des Ortes Gračanica. Nördlich der Ruinen fließt der Fluss Gračanka, welcher einstmals die beiden Anlagen voneinander trennte.

## Forschungsgeschichte
Ursprünglich wurde die Doppelstadt Ulpiana-Justiniana Secunda von der Forschung mit der ebenfalls auf dem Gebiet des heutigen Kosovo gelegenen Kleinstadt Lipjan gleichgesetzt. Eine Fehlannahme, welche erstmals 1927 angezweifelt wurde, als man sieben Kilometer von Pristina entfernt bei Straßenbauarbeiten ein ausgedehntes Ruinenfeld entdeckte. Dieses liegt auf dem Gebiet der heutigen Gemeinde Gračanica. Erste systematische Ausgrabungen in den 1950er-Jahren, unter dem Begründer der Provinzialrömischen Archäologie im Kosovo Emil Čerškov, bestärkten den Verdacht, dass es sich hierbei um das urbane Zentrum des dardanischen Bergbaubezirkes handelte. Die Ausgrabungen konzentrierten sich auf einzelne Grabbauten wie die frühchristliche Basilika, eines der Stadttore sowie die nördlichen und westlichen Nekropolen. Ein vorübergehendes Ende der Arbeiten im Bereich der Doppelstadt wurde durch den Kosovokrieg ausgelöst. Während der Kriegsjahre sowie in der Nachkriegszeit nahmen mutwillige Beschädigungen und Raubgrabungen zu. So wurden beispielsweise im Bereich der nördlichen Nekropole die marmornen Sarkophage stark beschädigt.
Gerade aufgrund dieser beunruhigenden Situation der Nachkriegszeit wurde im Jahr 2008 unter Beteiligung des Deutschen Archäologischen Institutes Deutschen Archäologischen Institutes (DAI) und des Archäologischen Instituts des Kosovo (IAK) ein Pilotprojekt ins Leben gerufen, welches die wissenschaftliche Erforschung und die denkmalpflegerische Sicherung der Anlage zur Aufgabe hatte. In einem ersten Schritt erfolgte eine systematische Auswertung hochauflösender Satellitenbilder sowie verschiedener Luftaufnahmen aus militärischen Quellen. Die daraus gewonnenen ersten Daten konnten durch verschiedene geomagnetische Messungen ergänzt werden. Diese Messungen bildeten die Grundlage für die Grabungen des Deutschen Archäologischen Instituts unter Leitung von Friedrich Lüth und Felix Teichner, die zwischen 2009 und 2012 stattfanden.

## Entwicklung

### Vorrömisch
Während der Grabungen der Jahre 2009 bis 2011 konnten neben den Funden der römischen Kaiserzeit, der Spätantike und der byzantinischen Epoche erstmals auch Objekte geborgen werden, welche darauf hindeuten, dass der Ort bereits in vorrömischer Zeit besiedelt war. So wurden beispielsweise im Fundamentbereich des Podiumstempels Reste einer spätbronzezeitlichen und früheisenzeitlichen Besiedlung nachgewiesen.

### Römische Kaiserzeit
Neben den Kleinfunden deutet vor allem das Toponym Ulpiana auf eine Gründung des municipiums unter Kaiser Trajan oder spätestens unter seinem Nachfolger Hadrian an.

#### Stadtanlage
Das eigentliche Stadtareal des kaiserzeitlichen municipiums befindet sich südwestlich von Gracanica und erstreckt sich über eine Fläche von 36 ha. Das trapezoide Areal des municipium verfügt über ein regelmäßiges Straßenraster, sowie verschiedene für die römische Kaiserzeit typische, öffentliche Großbauten. Umschlossen ist die gesamte Anlage von einer Wehrmauer mit mehreren Toren und hervorspringenden, halbkreisförmigen Türmen. Für das heutige Bild der Anlage prägend ist vor allem das Nordtor, welches bereits während der Grabungen der 1950er Jahre freigelegt wurde. Im direkten Vorfeld des Tores, also nördlich des eigentlichen Stadtgebietes, extra muros, erstreckte sich ein Handwerkerviertel, welches sich auf die Verarbeitung von Eisen und Buntmetall spezialisiert hatte.

#### Gräberfeld

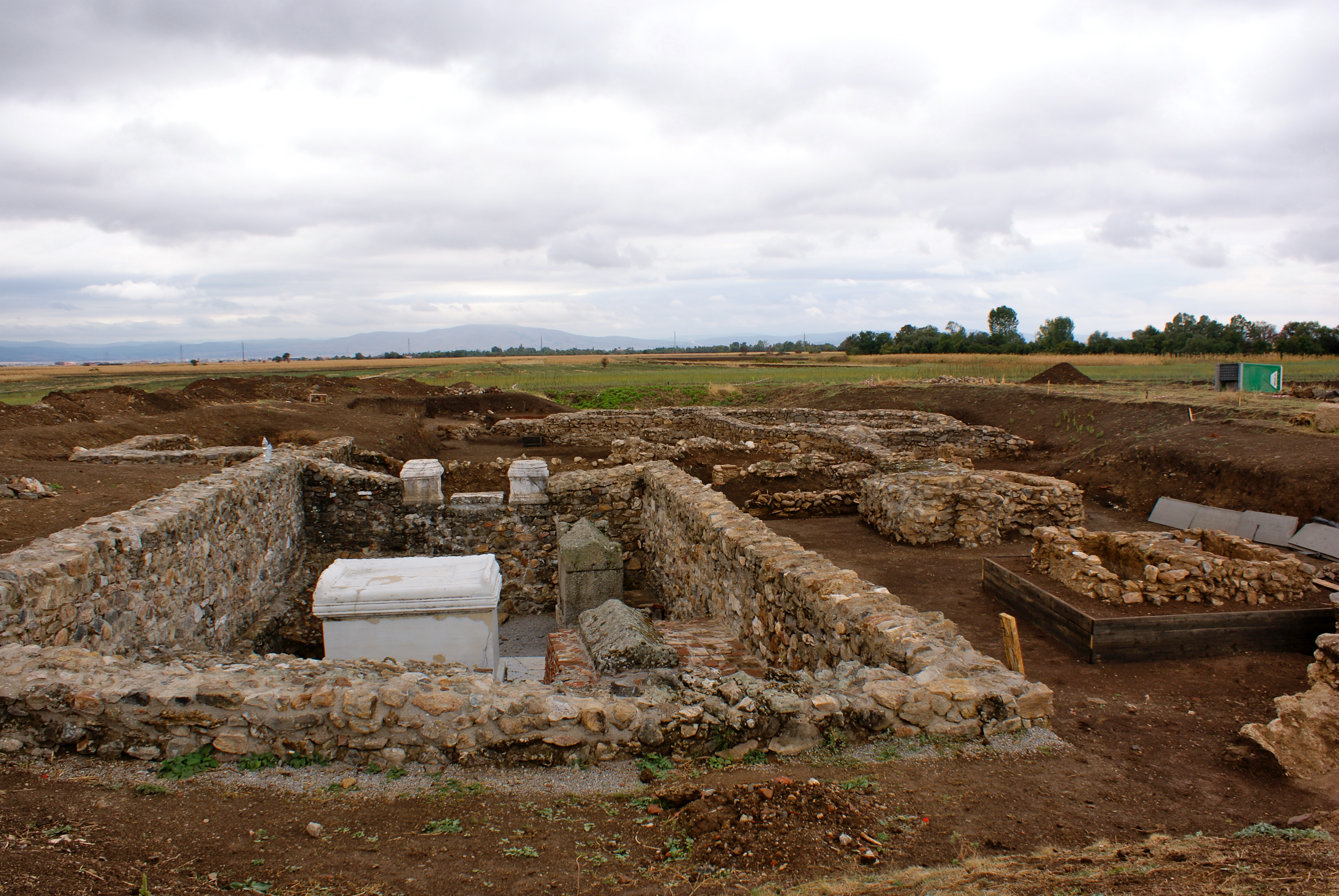
Nördliche Nekropole von Ulpiana (Kosovo)

Bereits in den 1950er-Jahren wurden nördlich und westlich des Stadtareals von Emil Čerškov und Ljubiśa Popović zwei Nekropolen freigelegt. Die frühe Musealisierung im Anschluss an die Grabungen führten dazu, dass einige der Grablegen im Verlauf des Kosovokrieges beschädigt und zerstört wurden. Nach der Sanierung und Erneuerung der Anlage in den letzten Jahren ist die Nekropole Besuchern heute wieder zugänglich. Besonders hervorzuheben sind vor allem die imposanten Marmorsarkophage aus dem Mittelmeerraum, welche für die Region einzigartig sind.

#### Tempel
Den religiösen Fokus bildet während der Kaiserzeit ein unweit des Nordtores gelegener Podiumstempel. Während der Temenosbereich (45,5 × 55 m) von einer mit Mosaikböden ausgestatteten Portikus umfasst war, bildet ein Marmorstylobat mit 11,6 × 18,3 m das imposante Zentrum der Anlage. Die Errichtung des klassisch-römischen Heiligtums im Verlauf der 2. Hälfte des 2. Jahrhunderts, auf den Resten der vorhergegangen, durch ein Schadfeuer zerstörten, Bebauung kann als beeindruckendes Zeugnis für die fortschreitende Übernahme mediterraner Architektur und Glaubensvorstellungen in Dardanien gesehen werden. Zwar liegen noch keine konkreten Hinweise auf die hier verehrte Gottheit vor. Eine 2011 gefundene Inschrift belegt jedoch ein ansässiges Kultkollegium, dem ausschließlich weibliche Mitglieder des aufstrebenden municipalen Bürgertums angehörten.

### Spätrömisch-frühbyzantinische Epoche
Die spätantike und frühbyzantinische Epoche Ulpianas ist von zwei verheerenden Ereignissen geprägt. Zum einen handelt es sich um die Gotenkriege, zum anderen um ein verheerendes Erdbeben. Mit beiden Ereignissen gingen schwere Zerstörungen einher. Die im Folgenden beschriebenen Anlagen können mit einem umfänglichen Wiederaufbauprogramm des Kaisers Justinian in Verbindung gebracht werden.

#### Stadtanlage
Östlich des kaiserzeitlichen municipiums Ulpiana mit 16,5 ha deutlich kleinere Anlage Bedem. Das rechteckige Areal war von einer fast 3 m breiten Befestigungsmauer aus wiederverwendeten Bruchsteinen und Spolien umgeben. Verstärkt wurde die Wehrmauer zusätzlich durch rund 44 regelmäßig angeordnete halbkreisförmige und fünfeckige Türme. Mittels geophysikalischer Prospektionen konnten verschiedene Gebäude im Inneren nachgewiesen und durch Sondagegrabungen in die frühbyzantinische Epoche datiert werden. Aufgrund der Größe sowie der erkennbaren Innenbebauung handelt es sich sicherlich nicht ausschließlich um eine Militärgarnison. Aller Wahrscheinlichkeit nach handelt es sich bei der neu gegründeten Anlage um eine frühbyzantinische Modellstadt, welche die iustinianische Schwesterstadt Iustiniana Prima (Čaričin Grad, Serbien) zum Vorbild hatte, und den Namen Iustiniana Secunda trug.

#### Basilika und Quadriburgium

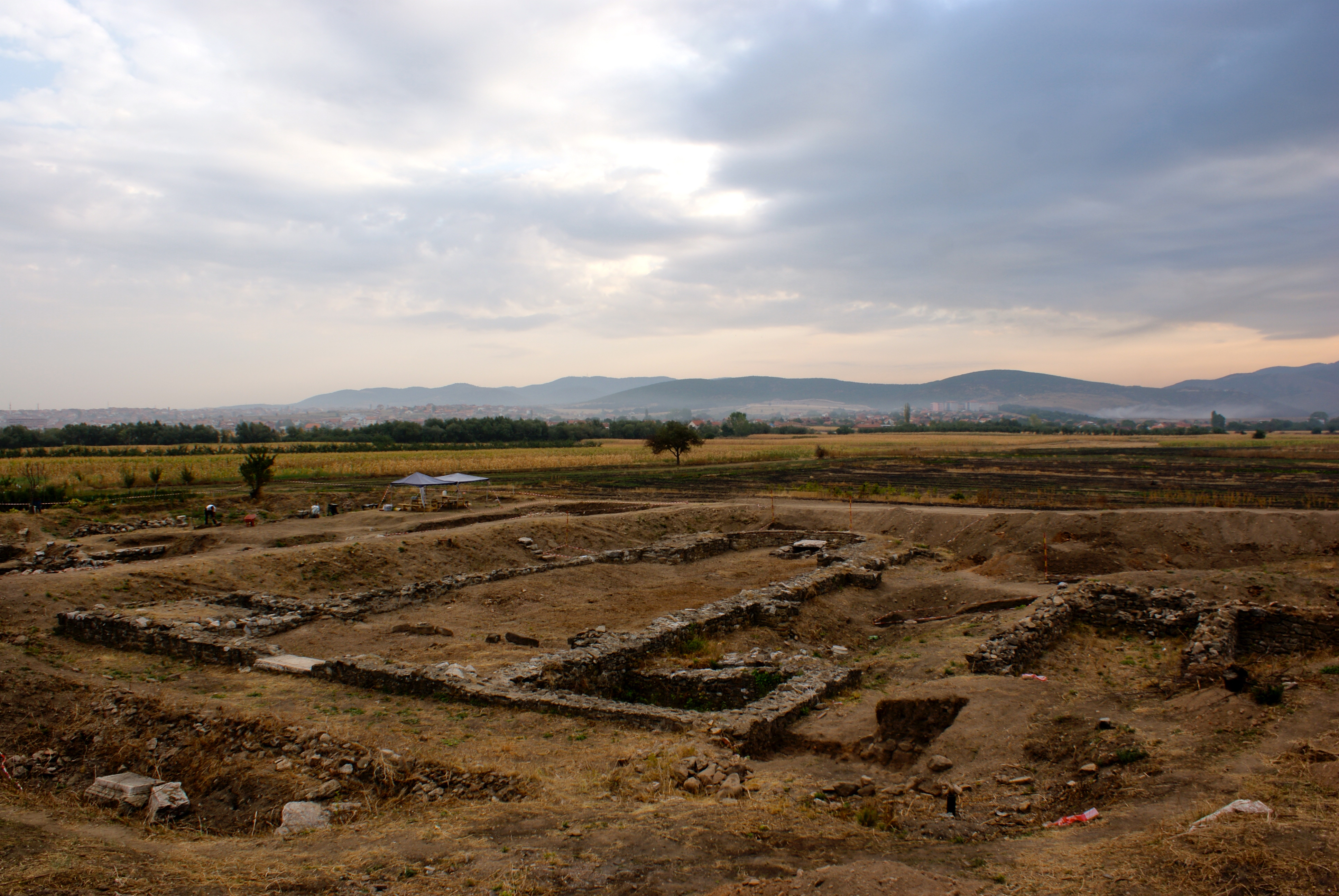
Die frühchristliche Basilika von Ulpiana (Kosovo) während der Freilegung

Immer noch das religiöse Zentrum, wenn auch in veränderter Form, bildet der Bereich südlich des Nordtores. Über dem mittelkaiserzeitlichen Tempel wird in der Spätantike eine frühchristliche Basilika errichtet, welche möglicherweise den beiden Märtyrern Florus und Laurus gewidmet war. Eine dritte bauliche Veränderung datiert in die byzantinische Epoche. Der Zentralbau wird mit einer Umwehrung mit Ecktürmen umgeben. Die Errichtung eines solchen Quadriburgium mit runden Ecktürmen unterstreicht die steigende Bedeutung des Märtyrerkultes.

#### Baptisterium
Ein weiterer Sakralbau wurde bereits 2011 mit Hilfe 3D-tomographischer Geoelektrikmessungen untersucht. Der im westlichen Stadtgebiet gelegene Zentralbau mit acht halbrunden Konchen kann als Baptisterium angesprochen werden. In Zusammenhang mit anschließenden Portiken und Hallenbauten deutet sich hier ein episkopaler Bezirk an.

## Umland
Neben den bereits erwähnten Bergwerksmünzen geben vor allem Mundlöcher und ausgedehnte Abraumhalden Auskunft über Abbau und Verhüttung der Metallerze. Diese standen im Oktober 2012 im Fokus eines montanarchäologischen Surveys.

Montanarchäologisches Survey im Hinterland Ulpianas (Kosovo)